# Burg Herrieden
Die Burg Herrieden, auch Schloss Herrieden genannt, ist die Ruine einer Stadtburg in der Stadt Herrieden im Landkreis Ansbach in Bayern.

## Geschichte
Die Anlage liegt am nordöstlichen Rand der Herrieder Altstadt und ist mit ihren umfangreichen Befestigungsanlagen Teil der Stadtmauer und des historischen Stadtkerns.
Die 1122 erstmals erwähnte Burg war der Sitz der Vögte des dortigen Kollegiatstifts des Bistums Eichstätt, die von den Grafen von Oettingen gestellt wurden. Ihnen lehensabhängig waren die ab 1169 nachgewiesenen Herren von Herrieden, die auf der Burg saßen.
1314 war Ludwig IV. der Bayer deutscher König und mit ihm gleichzeitig Friedrich der Schöne gewählt worden. In diesem Konflikt stand Herrieden auf der Seite Friedrichs des Schönen und widersetzte sich König Ludwig. Im Laufe dieser Kämpfe wurde auch der feste Platz Herrieden von Ludwig belagert, wobei er Unterstützung durch die „Ballistikexperten“ aus Nürnberg erhielt. Die Verteidiger unter Kraft von Hohenlohe konnten sich mit einem wilden Gegenstoß aus der brennenden Stadt befreien, der Ort jedoch wurde nach langer Belagerung erstürmt, die Mauern und Türme wurden geschleift. Am 23. und 24. März 1316 hielt sich König Ludwig im Lager vor Herrieden auf. Der Ort wurde geplündert, Ludwig ließ die Gebeine des Heiligen Deocar erheben, schenkte einen Teil davon den Nürnberger Unterstützungstruppen und nahm einen Teil mit in seine Münchner Residenz, wo sie den Bomben des Zweiten Weltkriegs zum Opfer fielen. In Nürnberg wurde Deocar neben St. Sebald und dem Hl. Lorenz der dritte Stadtheilige.
Der heilige Laurentius, Patron der Lorenzkirche, bot nicht die gleiche Identifikation, zumal weder dessen Leichnam noch irgendein Körperteil in Nürnberg vorhanden sind. So erklärt sich auch die wachsende Verehrung des Heiligen Deocarus, Beichtvater Karls des Großen im 15. Jahrhundert, dessen Reliquien seit 1316 in der Lorenzkirche aufbewahrt werden.
Ein Erdbeben brachte 1356 den noch nicht fertiggestellten Neubau wieder zum Einsturz. 1358 stellte Karl IV. in Rothenburg einen Schutzbrief für Herrieden aus und schenkte der Stadt das St.-Veits-Reliquiar. Bis 1383 wurde die Burg provisorisch wiederhergestellt, damit der Eichstätter Vogt einen Amtssitz vorweisen kann. Zwischen 1396 und 1412 errichtete Friedrich IV. von Eichstätt einen vollständigen Neubau, wie eine Inschrift meldet. Nach 1490 wurde die Burg mitsamt der Brücke durch Brand zerstört, 1508 bis 1510 von Bischof Gabriel von Eyb wieder aufgebaut und 1633 von den Schweden wiederum niedergebrannt. Weitere Baumaßnahmen gab es 1686 und 1717, zuvor war sie 1685 zur fürstbischöflichen Brauerei umgestaltet worden, die seit 1806 Privatbrauerei ist. Zwischen 1811 und 1814 wurde die Burg renoviert, 1877/78 brannte das Hauptgebäude ab und wurde wieder aufgebaut. Im Jahr 1907 stürzte der Bergfried ein, das Hauptgebäude wurde 1952 renoviert. Als weitere Besitzer werden die Grafen von Öttingen und ab dem 14. Jahrhundert das Fürstbistum Eichstätt genannt, seit 2009 ist die Stadt Herrieden Eigentümerin.
Die ehemalige fürstbischöfliche Veste ist in den Mauerring der Stadt einbezogen und diese wird durch einen eigenen halbkreisförmigen Graben abgesichert. Umfangreiche Stützmauern sind noch vorhanden, ebenso die teilweise verschüttete Bogenbrücke als Zugang zum Torhaus. Das an der Außenmauer gelegene Hauptgebäude wurde mehrmals, vor allem nach dem Brand von 1877, verändert. Im Erdgeschoss befindet sich ein zweischiffiges, dreijochiges Kreuzgratgewölbe auf Pfeilern, darin ein hoher rechteckiger Hausteinbottich (Gerstenweiche) aus der Einrichtung der ehemaligen fürstbischöflichen Brauerei. Am Hauptgebäude befinden sich Ecklisenen sowie ein verkröpft umlaufender Sockel mit Deckstein. Ein Wappenrelief trägt die Inschrift: „IO(hannes). ANTON(ius). D(ei). G(ratia). E(piscopus). E(istettensis). S(ancti). R(omani). I(mperi). P(rinceps). 1717 (Bischof Johann Anton Knebel von Katzenellenbogen 1704–25)“. An der Hauptfront des Hauses und der des angrenzenden Brauereitraktes sind Wappenreliefs eingelassen: 1. „GABRIEL DEI GRACIA E(pisco)PVS EYSTET(e)N(sis) ME FIERI FECIT ANNO 1.50.8“ (Bischof Gabriel von Eyb 1496–1535), 2. „IOHANNES EUCHARIUS I(mus) DEI GRATIA SAC(ri): ROM(ani): IMPERII. PRINCEPS. EPISCOPUS. EUSTETTENSIS 1686“ (Bischof Johannes Eucharius Schenk von Castell 1685–97).
Der erhaltene Torturm hat ein abgewalmtes Mansarddach mit korbbogiger Durchfahrt und kleinen gewändeten Rechteckfenstern. Über der stadtseitigen Einfahrt befindet sich ein Wappenrelief des Domkapitels Eichstätt, Bistums und Bischofs Gabriel von Eyb und ist mit „MDX“ bezeichnet. Im Inneren des Torturmes an der ehemaligen Außenseite der Schlossmauer befindet sich ein Sandsteinrelief mit dem heiligen Abt (Deocar?), einem knienden Bischof, den Wappen des Bistums Eichstätt, des Domkapitels und des Bischofs Friedrich IV., Graf von Öttingen (1383–1415). Umschrift: „+ anno. d(omi)ni . m.c.c.c.c. xii. rev(er)endiss/imos. i(n). xpo (= christo). pr (= pater). et. d(omi)n(u)s. d(omi)n(u)s. fridrlicus ep(iscopu)s. eyestet(e)n(sis). comes . de o/ tingen. hec. edificare. fecit“